# Condécourt
Condécourt egy község Franciaországban. Lakosainak száma 557 fő (2022. január 1.).

## Földrajza
Condécourt Longuesse, Évecquemont, Gaillon-sur-Montcient, Tessancourt-sur-Aubette, Menucourt és Sagy községekkel határos.